# ビヴァリー・トーマス・ギャロウェイ

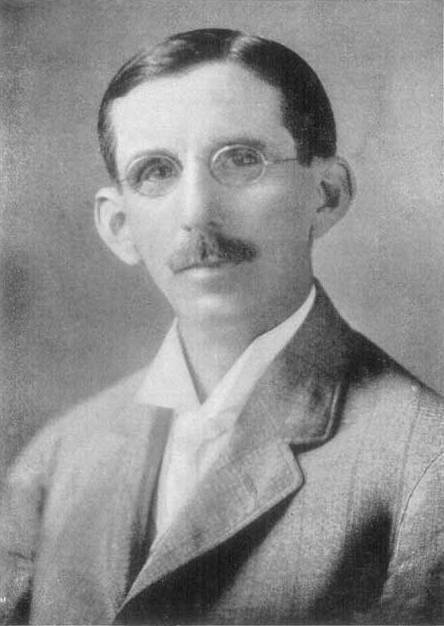
ビヴァリー・トーマス・ギャロウェイ

ビヴァリー・トーマス・ギャロウェイ（Beverly Thomas Galloway、1863年10月6日 – 1938年6月13日）はアメリカ合衆国の植物生理学者、園芸科学者である。アメリカ農務省の最初の植物生理学、病理学部門の最初の部長を務め、アメリカ植物学会の会長も務めた。

## 略歴
ミズーリ州のミラーズバーグの農家に生まれた。14歳でミズーリ州のコロンビアの薬局で働き始め、1878年に薬剤師の登録を受け2年間、薬剤師として働いた。1882年にミズーリ大学に入学し、植物学者のトレーシー（Samuel Mills Tracy）のもとで学んだ。1884年に卒業後、2年間、大学の栽培園で働き植物の疾病に関心を持ち、1887年にアメリカで最初の植物の疾病を起こす菌類に関する分類学的研究論文「ミズーリの寄生菌」（"Parasitic fungi of Missouri"）を発表した。
1887年にアメリカ農務省の菌類部門のアシスタント・セクレタリーとして働いた後、ニューヨーク州立農業大学（New York State College of Agriculture）の学部長になり、コーネル大学の学部長を務めた。1916年にアメリカ農務省に戻り1933年まで農務省で働いた。
1902年にアメリカ植物学会の会長を務めた他、米国植物病理学会の創立会員、米国科学振興協会のフェローに選ばれた。ミズーリ大学から名誉博士号をえた。
Coleosporiaceae科のサビキンの属名、Gallowayaに献名されている。

## 著作
- Galloway, B.T. Report on the experiments made in 1888 in the treatment of the downy mildew and black rot of the grape vine. — Washington, 1889. — 61 с.
- Galloway, B.T. Report on the experiments made in 1889 in the treatment on the fungous diseases of plants. — Washington, 1890. — 119 с.
- Galloway, B.T. (1905). «School gardens». Bulletin (United States. Department of Agriculture. Office of Experiment Stations) 160: 47 p..
- Galloway, B.T. (1925). «Bamboos». Bulletin (United States Department of Agriculture) 1329: 46 p..